# Cheikh Sidiya El-Kebir
Pour les articles homonymes, voir Abder El Kebir et Sidiya.
Cheikh Sidiya El-Kebir est un cheikh saharien né en 1780 et mort en 1869 , membre de la confrérie Qadiriyya.
Il est le fondateur de la ville de Boutilimit en Mauritanie.